# Massinissa Selmani
Massinissa Selmani, né en 1980 à Alger est un artiste plasticien et dessinateur algérien. Il vit et travaille à Tours en France.

## Biographie
Après des études en informatique en Algérie achevées en 2003, Massinissa Selmani intègre l’École supérieure des beaux-arts de Tours dont il est diplômé en 2010.
Son travail est montré dans de nombreuses expositions personnelles et collectives, en France comme à l’étranger, dans des galeries et des institutions publiques comme le Centre de Création contemporaine Olivier Debré (2015 puis 2019), le Palais de Tokyo (2018) ou le Château d’Oiron (2019). L'artiste a exposé à la Biennale de Dakar en 2014, à la première Triennale de Vendôme, à la Biennale de Lyon (2015) et à la 56e Biennale de Venise en 2015 lors de laquelle il a reçu une mention spéciale du jury, ainsi qu’à la Biennale d’architecture d’Orléans en 2017.
Les œuvres de Massinissa Selmani ont intégré d’importantes collections publiques et privées dont celles du Musée national d’art moderne, du Centre Pompidou, du Musée d’art contemporain de Lyon, du Frac Centre, de la Samdani Art Foundation (en). Il a été lauréat du prix Art collector et du Prix Sam pour l'art contemporain en 2016,.

## Œuvre
Les dessins de Massinissa Selmani se caractérisent par une extrême simplicité. L'artiste considère son approche de dessin comme expérimentale. Que ce soit par des dessins sur papiers, des montages d’images ou de courtes animations, l'artiste s'emploie à développer une poésie du dessin qui revêt souvent une dimension politique. En effet, ses œuvres trouvent leurs origines dans les actualités, issues des coupures de presse écrite qu'il collectionne depuis des années. C'est par la confrontation et la juxtaposition, sans cohérence logique, d'éléments réels, qu'il crée des scènes énigmatiques et ambiguës, soulignant le caractère ironique, voire tragique de ces situations absurdes. La forme documentaire, le processus narratif et fictionnel sont au cœur des recherches de l'artiste qui détourne, avec subtilité, humour et délicatesse, notre perception usuelle de l'image et de la réalité.
Il puise notamment son inspiration dans la poésie algérienne, le surréalisme belge, les dessins de presse ou les textes de Susan Sontag.
Au Palais de Tokyo en 2018, Massinissa Selmani présente, pour son exposition personnelle Ce qui coule n'a pas de fin., une série d’œuvres autour des traces de Louise Michel qu'il a suivies en Algérie et en Nouvelle-Calédonie où cette figure légendaire de l’anarchisme fut déportée de 1873 à 1880, après la défaite de la Commune de Paris,.
Dans Le calme de l'idée fixe au Centre de Création contemporaine Olivier Debré en 2019, il s'est amusé à explorer les multiples potentialités du dessin à travers le volume, la projection ou l'animation. Il est aussi revenu aux fondamentaux de sa pratique en plaçant le décor, l'architecture et le topographique au centre des dessins présentés.

## Expositions

### Expositions personnelles
- 2011

L’Octroi, exposition de fin de résidence, Tours, France
- 2013

L’usine ne fait pas les nuages, Galerie Talmart, Paris, France

L’Allure des choses, Galerie Mamia Bretesché, Paris, France
- 2015

Centre de création contemporaine Olivier Debré, Tours, France
- 2016

L’horizon était là, Maison Salvan, Labège, France

Bleu comme une orange, Prix Art [ ] Collector, commissariat Catherine David, Paris, France
- 2017

Les choses que vous faites m’entourent, Galerie Anne-Sarah Bénichou, Paris, France

The pace of the outsides, Akinci Gallery, Amsterdam, Pays-Bas

Même dans la pierre il y a du sable, commissariat Philippe Piguet, Galerie de l’Etrave, Thonon-les-bains, France

Le vent ne veut jamais rester dehors, Galerie Selma Feriani, Sidi Bou Saïd, Tunisie
- 2018

Épisodes, Itinéraires Graphiques du Pays de Lorient, École européenne supérieure d’art de Bretagne, Lorient, France

Ce qui coule n’a pas de fin, commissariat Yoann Gourmel, Prix SAM pour l’Art contemporain, Palais de Tokyo, Paris, France
- 2019

Le calme de l'idée fixe, commissariat Delphine Masson, CCCOD, Tours, France

Choses fortuites, château d’Oiron, Oiron, France

Poles apart, commissariat Ivana Vojt, Musée d’art africain de Belgrade, Serbie
- 2021

Rien sinon du rêve au doigt, Galerie Anne-Sarah Bénichou, Paris, France

### Expositions collectives (sélection)
- 2011

Habiter la terre, Biennale internationale d’art contemporain de Melle, commissariat Dominique Truco, France

Visions nocturnes, Musée des Beaux-Arts de Tours, France

- 2012

Festival Alternative, Belgrade, Serbie

Exposition collective, Centre culturel français d’Oran, Algérie

Limonaïa, commissariat Marie-Claude Valentin et Ghislain Lauverjat, Musée des Beaux-Arts de Tours, France

Exposition collective au Centre culturel français d’Alger, Algérie

- 2013

(One) hope map, commissariat Michel De Wilde, Hallen Belfort, Bruges, Belgique

Exposition collective, Centre culturel Français d’Annaba, Algérie
- 2014

Intervening Space : From the ultimate to the world, commissariat Yasmina Reggad, The Mosaic Rooms, Londres, Royaume-Uni

Produire le commun, Biennale de Dakar, commissariat Elise Atangana, Smooth Ugochukwu NZzewi et Abdelkader Damani, Sénégal 

- 2015

La vie moderne, 13e biennale de Lyon, commissariat Ralph Rugoff, Lyon, France

Double take, commissariat Diana C. Betancourt, Nature Morte Gallery, New Delhi, Inde

All the world's futures, 56e biennale de Venise, commissariat Okwui Enwezor, Venise, Italie

- 2017

Marcher dans le rêve d’un autre, Biennale d’ architecture d’Orléans, commissariat Abdelkader Damani et Luca Galofaro, Frac Centre, Orléans, France

Un monde in-tranquille, Abbaye Saint-André, Centre d'art contemporain, Meymac, France

I Want! I Want!: Art & Technology, commissariat Deborah Smith, Birmingham Museum and Art Gallery, Royaume-Uni

Social Calligraphies, commissariat Magda Kardasz Zacheta, Zachęta National Gallery, Pologne
- 2018

Habiter la Méditerranée, Institut Valencien d’Art Moderne (IVAM), Valence, Espagne

A Slice through the World: Contemporary Artists’ Drawings, Modern Art Oxford, Royaume-Uni
- 2019

Waiting for Omar Gatlato: Contemporary Art from Algeria and Its Diaspora, Wallach Art Gallery, New York City, États-Unis

Incursioni D'arte Nella Civiltà, Fondation Remotti, Camoglie, Italie

Signes personnages, CCC OD, Tours, France
- 2020

Figurez-vous…, dessins de la collection du Musée d’art contemporain (MAC) Lyon, France
- 2021

En attendant Omar Gatlato, Regard sur l'art en Algérie et dans sa diaspora, commissariat Natasha Marie Llorens, Friche de la Belle de Mai, Marseille, France

Chamboulement, Galerie C, Neuchâtel, Suisse

## Distinctions
- 2013 : Bourse d’aide à la création DRAC Centre
- 2015 : Mention spéciale à la 56e biennale de Venise
- 2016 : Lauréat du Prix SAM Art Projects & Prix Art [ ] Collector, Paris, France

## Collections
- Artothèque de Pessac, France
- MAC Lyon, France
- Art[ ]Collector, Paris, France
- Centre Georges Pompidou, Paris, France
- Frac Centre, Orléans, France
- Samdani Art, Dhaka, Bangladesh
- Fonds d’art contemporain – Paris Collections, France
- Cnap - Centre national des arts plastiques, Paris, France

## Publications (sélection)
- Waiting for Omar Gatlato, catalogue d'exposition, édité par Natasha Marie Llorens, Wallach Art Gallery, New York, États-Unis (2019)[17]
- Poles apart, catalogue d'exposition, textes de Ivana Vojt, Čedomir Vasić and Irina Subotić, édité par le Musée d'Art africain de Belgrade, Serbie (2018)
- Ce qui coule n’ a pas de fin, catalogue de l’exposition, textes de Jean-Hubert Martin, Clothilde Chauvin et Yoann Gourmel, avec le soutien de SAM Art Projects, Palais de Tokyo, Paris, France (2018)
- Massinissa Selmani, monographie digitale, préfacée par Mathias Enard, Naima Editions, Paris, France (2016)[18]
- Intervening Space : From the ultimate to the world, catalogue d'exposition, texte de Yasmina Reggad, Londres, Royaume-Uni (2014)
- Habiter la terre, Biennale d'art contemporain de Melle, catalogue d'exposition, texte de Dominique Truco, France (2011)